# セロテープ

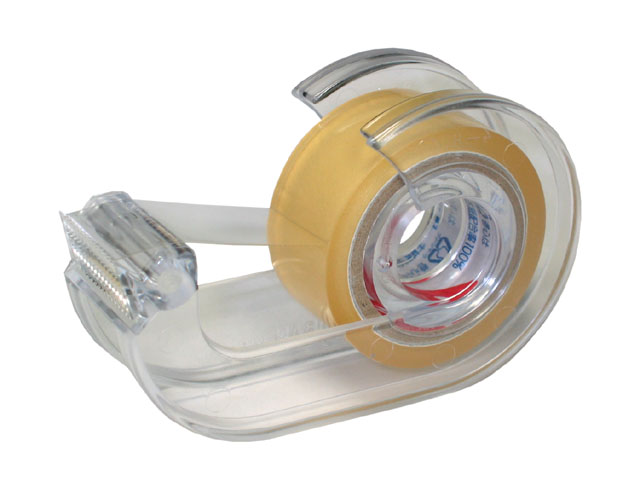
セロテープ

セロテープ（Cellotape）は、セロハンテープの商品名で、日本においてニチバンが有する登録商標（第415360号ほか）。
最初の日本国産セロハンテープだが、初期には国内で入手可能なセロハンテープがセロテープしかなかったため、普通名詞化して使われることが多い。
アメリカ合衆国では、セロハンテープのことを「スコッチテープ（Scotch tape）」と呼ぶことが多い。スコッチテープは3Mの登録商標である。

## 歴史
ニチバンは、もともと絆創膏をつくっていたが、戦後、同社の創業者である歌橋憲一がアメリカ合衆国から輸入したセロハンテープを元に開発を行い、1947年、製品化にこぎつけた。たまたま完成直前に、GHQから民間検閲支隊で検閲後の封筒を再封緘する目的でスコッチテープ（セロハンテープ）の製造を打診され、1ヶ月後に試作品を持っていったところ、あまりに早かったので驚かれたというエピソードがある。
セロテープの名称の由来は、開発者の趣味が「チェロ（cello）」であったことによる。
1948年には「セロテープ」の商標を採用し、同年6月から国内販売を始めた。1個20円。当初は用途が分からず売る方も苦労したが、交通広告から初期のテレビ広告まで、積極的に広告を展開し、普及が図られた。